# Kajrun
Kajrun (arab. قيرون) – miejscowość w Syrii, w muhafazie Hama. W 2004 roku liczyła 1084 mieszkańców.